# Je Suis Et Je Resterai
Je suis et je resterai (en español: Soy y seguiré siendo) es el álbum de estudio debut de la cantante francesa de R&B y pop Leslie, publicado el 13 de noviembre de 2002. El álbum se publicó a través de M6 Interactions. Contiene cuatro sencillos, «Le bon choix», «Je suis et je resterai», «On n'sait jamais» y «Pardonner», y fue certificado disco de oro por el Syndicat national de l'édition phonographique (SNEP) por unas ventas en Francia de 130.000 copias.
El álbum debutó en el número 61 de la lista francesa de álbumes y alcanzó su punto álgido en el número 41. En total, el álbum permaneció 37 semanas en la lista. En total, el álbum permaneció 37 semanas en la lista, lo que convirtió a Bourgouin en un cantante de R&B muy conocido y allanó el camino para que otros artistas popularizaran también el R&B.

## Composición
Antes de trabajar en su álbum de estudio de debut «Je suis et je resterai», participó en el programa Graines de Star (Stardust en inglés) en 2001, lo que la llevó a ganar la categoría musical del programa. Poco después fue descubierta por los productores Maleko, Georges Padey, Cutee B y David «Little D» Adet (asociados a EMC Records y M6 Interactions), que produjeron su primer álbum de estudio y escribieron algunas de sus letras. 

## Listado de canciones
Todas las canciones escritas y compuestas por Leslie Bourgouin, Georges Padey, Martial "Kool" Louis, Cutee B. 
| CD  |                                                  |          |  |
| N.º | Título                                           | Duración |  |
| 1.  | «Comme un amour»                                 |          |  |
| 3.  | «On n'sait jamais (feat. Magic System & Sweety)» |          |  |
| 10. | «Vous devez me laisser faire»                    |          |  |
| 14. | «Salis par ces gens (feat. Med' Allory)»         |          |  |
| 16. | «Je suis et je resterai»                         |          |  |
| 17. | «Que puis-je y faire?»                           |          |  |
| 18. | «Intro»                                          |          |  |

## Rendimiento del gráfico
| Gráfico (2002-2003) | Cima posición | Último posición |
| ------------------- | ------------- | --------------- |
| 41                  | 148           |                 |

## Producción
Aquí está la lista del personal utilizado para crear este álbum. 
- Arreglos y producción [Realización], programación [Teclados]: David Adet (Little D.)*, G. Padey*, M. Kool Louis* [3]
- Bajo – David Picard (pistas: 7, 10) [3]
- Coordinadora [Coordinación Artística] – Christiane Ancinon
- Diseño – Arsénico (7)
- Gráficos – Gasa (3)
- Guitarra: David Marescaux (pistas: 7, 10), Henri Deschamps (pistas: 7, 10), Jean Pierre N'Diaye (pistas: 7, 10) [3]
- Letras de canciones escritas por: D. Adet* (pistas: 4, 6, 11), L. Bourgouin* (pistas: 2, 4, 5, 7, 11, 12, 14, 15), S. Sebaï* (pistas: 3, 10, 13) [3]
- Gestión – David Adet
- Mezclado por – Christian Lieu
- Música de, escrita por: D. Adet* (pistas: 2, 3, 6 a 11, 13 a 15), David Adet (pistas: 5), L. Bourgouin* (pistas: 4, 6, 11, 12, 15) [3]
- Otros [Multimedia] – LEG
- Fotografía de – Big Master Flash [4]
- Fotografía de [Caleidoscopio] – Enzo Minardi [5]
- Productor: Georges Padey, Kool*
- Grabado por – Georges Padey, Kool*, Wanceslas

## Certifications and sales
| Región           | Proceso de dar un título | Unidades certificadas /ventas |
| ---------------- | ------------------------ | ----------------------------- |
| Francia ( SNEP ) | Oro                      | 130.000                       |

## Investigación
1. ↑  «notreCinema account needed». en.notrecinema.com. Consultado el 5 de diciembre de 2024.
2. ↑  Leslie - Je Suis Et Je Resterai (en inglés), 13 de noviembre de 2002, consultado el 14 de febrero de 2025.
3. 1 2 3 4 5  Leslie - Je Suis Et Je Resterai (en inglés), 13 de noviembre de 2002, consultado el 16 de febrero de 2025.
4. ↑  Leslie - Je Suis Et Je Resterai (en inglés), 13 de noviembre de 2002, consultado el 19 de febrero de 2025.
5. ↑  «Enzo Minardi». Discogs (en inglés). Consultado el 19 de febrero de 2025.
6. 1 2  «Leslie - Les enfants de l'orage || Ma génération, Je te donne». Pure Charts (en inglés estadounidense). 16 de mayo de 2012. Consultado el 8 de febrero de 2025.

- Datos: Q3163531